# Tossal de les Creus (Pira)
El Tossal de les Creus és una muntanya de 413 msnm al municipi de Pira, a la comarca de la Conca de Barberà.